# 孙艳玲
孙艳玲（1978年3月—），辽宁宽甸人，满族，无党派人士。中华人民共和国政治人物、第十三届全国人民代表大会黑龙江地区代表。

## 生平
2018年2月24日，当选为第十三届全国人大代表。